# Telegonie
Die Telegonie (griechisch Τηλεγόνεια oder Τηλεγονία) ist ein verlorenes antikes griechisches Epos, das zum trojanischen Sagenkreis gerechnet wird und den Epischen Zyklus abschloss. Es setzte Homers Odyssee fort und behandelte die letzten Abenteuer des Sagenhelden Odysseus einschließlich seiner Tötung durch seinen Sohn Telegonos.

## Entstehungszeit und Autor
Die Telegonie wurde vermutlich im 6. Jahrhundert v. Chr. in Kyrene auf Basis älterer Vorlagen niedergeschrieben und umfasste zwei Bücher, wird aber erst in jüngerer Überlieferung erwähnt. Die meisten Quellen nennen als angeblichen Autor einen Eugamon oder Eugammon von Kyrene, bisweilen aber auch den wesentlich früher als Eugamon angesetzten Kinaithon von Lakedaimon.

## Erhaltungszustand und Name
Von der Telegonie sind nur fünf oder sechs Fragmente überliefert, darunter ein oder zwei zugeschriebene Hexameter des Originaltexts. Es liegen auch zwei Zusammenfassungen des Handlungsverlaufs vor, und zwar bei Proklos in dessen auszugsweise erhaltener Chrestomathie sowie bei Hyginus, wobei diejenige des Letzteren einige erst später erdichtete Zusätze aufweist. Die mythographische Tradition liefert darüber hinaus eine ungefähre Vorstellung von dem Gedicht. Benannt ist es nach Odysseus’ Sohn Telegonos, der aus der Verbindung mit der Zauberin Kirke entsprossen ist.

## Kompilation
Den Stoff für die Telegonie entnahm deren Autor  wohl mehreren früheren eigenständigen Sagen, die sich mit Odysseus’ letzten Lebensschicksalen beschäftigten. Den Grundstock bildete eine ältere, eigentliche Telegonie, die nur die Tötung des Odysseus durch dessen Sohn Telegonos zum Inhalt hatte, ein auch sonst in der Weltliteratur – etwa dem deutschen Hildebrandslied – vorkommendes Motiv. Dieser Erzählung stellte der Telegonie-Verfasser die Mythen von Odysseus’ Reisen nach Elis und Thesprotien voran und verarbeitete sie zu einer Geschichte, wobei er anscheinend eine sehr alte, wohl schon von Homer übernommene Legende über eine Vorhersage des blinden Sehers Teiresias als Basismotiv wählte. Laut diesem in der Odyssee geschilderten Orakel werde Odysseus, nachdem er die Freier seiner Gattin überwunden habe, eine Reise in ein Gebiet unternehmen, dessen Bevölkerung das Meer nicht kenne, und nach der Rückkehr auf seine Heimatinsel einen „exmaritimen“ Tod erleiden.

## Inhalt
Die Telegonie begann laut Proklos im Anschluss an die Odyssee mit der Bestattung der getöteten Freier Penelopes und Odysseus’ Darbringung eines Opfers für die Nymphen. Anschließend reiste Odysseus nach Elis. Dort sollte er die Rinderzucht des Augias besichtigen, die Polyxenos, der König von Elis, geerbt hatte. Odysseus genoss die Gastfreundschaft des Polyxenos, der ihm einen kunstvollen Krater schenkte. Die Telegonie gab in der literarischen Form einer Ekphrasis eine detaillierte Darstellung der Reliefs dieses Kraters, auf denen die Errichtung eines Schatzhauses für Augias in Elis durch die bekannten Baumeister Trophonios und Agamedes zu sehen war. Nach seinem Aufenthalt in Elis begab sich Odysseus wieder nach Ithaka, opferte nach Weisung des Teiresias dem Meeresgott Poseidon und reiste nun nach Thesprotien. In diesem Land wurde er Gemahl der Königin Kallidike. Aus der Verbindung mit ihr ging ein Sohn, Polypoites, hervor. Odysseus unterstützte die Thresproter siegreich im Krieg gegen den thrakischen Stamm der Bryger. Während des Kampfes sei der Kriegsgott Ares auf Seite der Bryger eingeschritten, aber auf den Widerstand von Odysseus’ Schutzgöttin Athene gestoßen; schließlich habe Apollon die sich bekämpfenden Götter getrennt. Als Kallidike starb, übergab Odysseus die Regierung an Polypoites und reiste in seine Heimat zurück.
Nun wurde der mittlerweile erwachsene Telegonos nach Ithaka verschlagen, der von seiner Mutter Kirke auf die Suche nach seinem Vater Odysseus geschickt worden war. Für Telegonos war Ithaka aber ein fremdes Eiland. Aus Hunger raubte er Rinder und geriet dabei mit seinem ihm unbekannten Vater in Konflikt, der sein Vieh verteidigen wollte. Beim Kampf tötete Telegonos nichtsahnend seinen Vater mit einem die Spitze einer Lanze bildenden, giftigen Rochenstachel, womit die Prophezeiung des Teiresias bezüglich des „exmaritimen“ Todes des Odysseus (teilweise) erfüllt war, da der todbringende Rochenstachel aus dem Meer stammte. Allerdings passt dazu nicht, dass Odysseus in derselben Prophezeiung auch ein sanfter, friedlicher Tod vorhergesagt wurde. Nachdem Telegonos sich des wahren Sachverhalts, wen er umgebracht hatte, bewusst geworden war, hielt er wahrscheinlich nach der Darstellung der Telegonie eine Totenklage für Odysseus ab. Danach brachte er die sterblichen Überreste seines Vaters sowie Penelope und deren Sohn von Odysseus, Telemachos, zu Kirke auf die Insel Aiaia. Kirke verlieh durch ihre Zauberkraft sowohl Penelope als auch Telemachos Unsterblichkeit. Es fand eine Doppelhochzeit zwischen Telegonos und Penelope einerseits sowie Telemachos und Kirke andererseits statt. Letzteres wurde auch in den Nostoi berichtet.

## Rezeption
Den Stoff der Telegonie bearbeiteten u. a. die Tragödiendichter Aischylos, Sophokles und Marcus Pacuvius, doch sind deren Werke allesamt verloren. Laut Sophokles begab sich Euryalos, Odysseus’ Sohn von der Thesproterin Euippe, auf die Suche nach seinem ihm fremden Vater, wurde aber auf Ithaka von seinem Halbbruder Telemachos getötet. Im 1. Jahrhundert v. Chr. gestaltete Parthenios von Nicaea wahrscheinlich Sophokles’ Drama derart um, dass nach seiner Version Euryalos durch die Hand seines Vaters Odysseus starb.